# Окуси
Окуси е една от 13-те административни области на Източен Тимор. Населението ѝ е 68 913 жители (по преброяване от юли 2015 г.), а площта 814 кв. км. Намира се в часова зона UTC+9. ISO 3166 кодът ѝ е TL-OE.
Областта е полуанклав, обкръжен от три страни от територията на Индонезия и море Саву от север.